# السوسنة البرية (شعر)
السوسنة البرية هو ديوان شعري صدر عام 1992 للشاعرة الأمريكية لويز غلوك، وقد حصلت على جائزة بوليتزر للشعر عام 1993 عن هذا العمل. كما نال الديوان أيضًا جائزة وليام كارلوس ويليامز من جمعية الشعر الأمريكية. 

## محتويات
- "السوسنة البرية"
- "صلاة الغروب"
- "صلاة الغروب"
- "تريليوم"
- "لاميوم"
- "قطرات الثلج"
- "صباح صافٍ"
- "ثلوج الربيع"
- "نهاية الشتاء"
- "صلاة الغروب"
- "صلاة الغروب"
- "سكيلا"
- "الريح المتراجعة"
- "الحديقة"
- "شجرة الزعرور"
- "الحب في ضوء القمر"
- "أبريل"
- "البنفسج"
- "عشبة الساحرة"
- "سلم يعقوب"
- "صلاة الغروب"
- "صلاة الغروب"
- "أغنية"
- "زهور الحقل"
- "الخشخاش الأحمر"
- "البرسيم"
- "صلاة الغروب"
- "السماء والأرض"
- "الباب"
- "منتصف الصيف"
- "صلاة الغروب"
- "صلاة الغروب"
- "صلاة الغروب"
- "الاقحوانات"
- "نهاية الصيف"
- "صلاة الغروب"
- "صلاة الغروب"
- "صلاة الغروب"
- "الظلام المبكر"
- "محصول"
- "الوردة البيضاء"
- "إيبومويا"
- "بريسك آيل"
- "الضوء المتراجع"
- "صلاة الغروب"
- "صلاة الغروب: باروسيا"
- "صلاة الغروب"
- "صلاة الغروب"
- "غروب"
- "التهويدة"
- "الزنبق الفضي"
- "شفق سبتمبر"
- "الزنبقة الذهبية"
- "الزنابق البيضاء." [4]

## أسلوب الشاعرة
تتميّز لويز غلوك بأسلوب شعري مقتضب ومشحون بالدلالات النفسية والوجودية، حيث تعتمد على لغة متقشفة تخلو من التزويق البلاغي التقليدي، لصالح توظيف الصور الطبيعية والتأملات الذاتية التي تنقل مشاعر الفقد، والعزلة، والتحول. وتُعرف قصائدها ببُنيتها المفتوحة وتوظيفها للامتداد السطري، إضافة إلى استلهامها عناصر من الأساطير والنصوص الدينية، فتمنح صوتًا للكائنات والنباتات والطبيعة في لحظات التأمل أو المواجهة مع الذات والقدر. ويُعد صوتها الشعري متفرّدًا بقدرته على الجمع بين البساطة والعمق، بين الذاتي والكوني، مما جعل أعمالها تُقرأ بوصفها تأملات فلسفية في جوهر الحياة والهوية.

## استقبال
وصفت مجلة Publishers Weekly الكتاب بأنه "طموح وأصلي"، وأشادت بما فيه من "غرابة قوية ومكتومة." 